# Habenaria damaiensis
Habenaria damaiensis är en orkidéart som beskrevs av Johannes Jacobus Smith. Habenaria damaiensis ingår i släktet Habenaria och familjen orkidéer. Inga underarter finns listade i Catalogue of Life.